# Jean Corbeil
Pour les articles homonymes, voir Corbeil.
Jean Corbeil (né le 7 janvier 1934 à Montréal où il y est mort le 25 juin 2002) est un courtier d'assurances éventuellement devenu homme politique municipal et fédéral québécois. 
Maire d'Anjou de 1973 et 1988, il occupe ensuite plusieurs fonctions ministérielles au sein du gouvernement progressiste-conservateur de Brian Mulroney.

## Biographie

### Début et politique municipale
Né à Montréal et courtier d'assurances de profession, Jean Corbeil est élu maire de Ville Anjou (aujourd'hui un arrondissement de la ville de Montréal) en 1973, alors que la ville était sous la tutelle de la Commission municipale du Québec, à la suite de l’enquête Surprenant qui avait dévoilé au grand jour les scandales d’une administration corrompue dirigée par l'ex-maire Ernest Crépeault qui avaient lourdement hypothéqué les finances et terni sérieusement la réputation et l’image de la ville. 
En quelques années à peine, le conseil municipal dirigé par Jean Corbeil assainit la situation budgétaire de la municipalité, notamment en étant l’une, sinon la première administration publique québécoise de l’époque à adopter des budgets à croissance zéro. Ce faisant, il permet de doter la ville d’équipements modernes qui permettent d'améliorer la qualité de vie des citoyens et de redonner un sentiment d’appartenance et de fierté. Outre le projet immobilier « Anjou-sur-le-Lac » qui avait été initialement conçu en intégrant des principes d’aménagement innovateurs (dont le premier lac municipal de rétention des eaux pluviales), de même que le golf municipal dont il a dévoilé les grandes lignes avant de faire le saut en politique fédérale. Le « Défi 80 » occupe une place prépondérante parmi les réalisations majeures de Jean Corbeil à la tête de l’administration angevine. Celui-ci consistait en une démarche avant-gardiste de gestion axée principalement sur la mobilisation, la formation continue, la responsabilisation et, surtout, la valorisation des ressources humaines.
Les qualités de visionnaire et de leader de Jean Corbeil lui permettent de se tailler une solide réputation dans le monde municipal montréalais, québécois et canadien. Promoteur et défenseur acharné des villes de banlieue et de l’autonomie municipale, il livre, à titre de président de la Conférence des maires de banlieue de Montréal, une lutte sans merci contre le projet « une île, une ville » de l’administration montréalaise de l’époque, dirigée par Jean Drapeau. Déterminée à empêcher l’élimination pure et simple des villes de la banlieue montréalaise, la Conférence des maires de banlieue qu'il présidait obtient du gouvernement du Québec la parité des sièges avec la ville de Montréal, lors de la première grande réforme de la Communauté urbaine de Montréal (CUM), dans les années 1980. N’eût été du leadership et des efforts soutenus de Jean Corbeil et de ses collègues de l’époque, les villes de banlieue auraient tout simplement disparu du paysage et Montréal ne compterait pas aujourd’hui les arrondissements auxquels les citoyens s’identifient et demeurent très attachés[réf. souhaitée].
Jean Corbeil joue aussi un rôle prépondérant au sein des instances de la CUM, où il occupe les fonctions de président de la Commission de la sécurité publique et vice-président du comité exécutif. C’est d’ailleurs lui qui a présidé le groupe de travail chargé de l’implantation du service téléphonique d’urgence 911. À titre de président de l’Union des municipalités du Québec (UMQ), l’une des plus importantes réalisations de son mandat (que ses collègues du monde municipal québécois lui ont d’ailleurs renouvelé) est sans contredit la mise sur pied de la Commission sur les municipalités présidée par l’ancien premier ministre du Québec, Jacques Parizeau. En plus de favoriser une réflexion en profondeur sur la raison d’être et le rôle des municipalités, les travaux de cette commission permettent le dépôt d’un rapport marquant dont plusieurs éléments demeurent d'actualité. Un des initiateurs et promoteurs du premier programme fédéral d’amélioration des infrastructures municipales, Jean Corbeil s’est attaqué à ce dossier dès son élection à la présidence de la Fédération canadienne des municipalités (FCM).

### Politique fédérale
En 1988, il accepte l’invitation du chef du Parti progressiste-conservateur du Canada, Brian Mulroney, et se joint à son équipe de candidats. Élu député d’Anjou–Rivière-des-Prairies à la Chambre des communes, il est appelé à siéger au Conseil privé à titre de ministre du Travail. Après avoir assumé les fonctions de ministre d’État aux Transports, il est nommé ministre des Transports et ministre responsable de l’île de Montréal. À titre de ministre des Transports, il complète la démarche gouvernementale de dévolution de grands aéroports canadiens à des autorités locales indépendantes. Il est défait en 1993 par le candidat du Bloc québécois, Roger Pomerleau, ainsi qu'en 1997 par le candidat du Parti libéral du Canada, Yvon Charbonneau.

## Décès et hommages

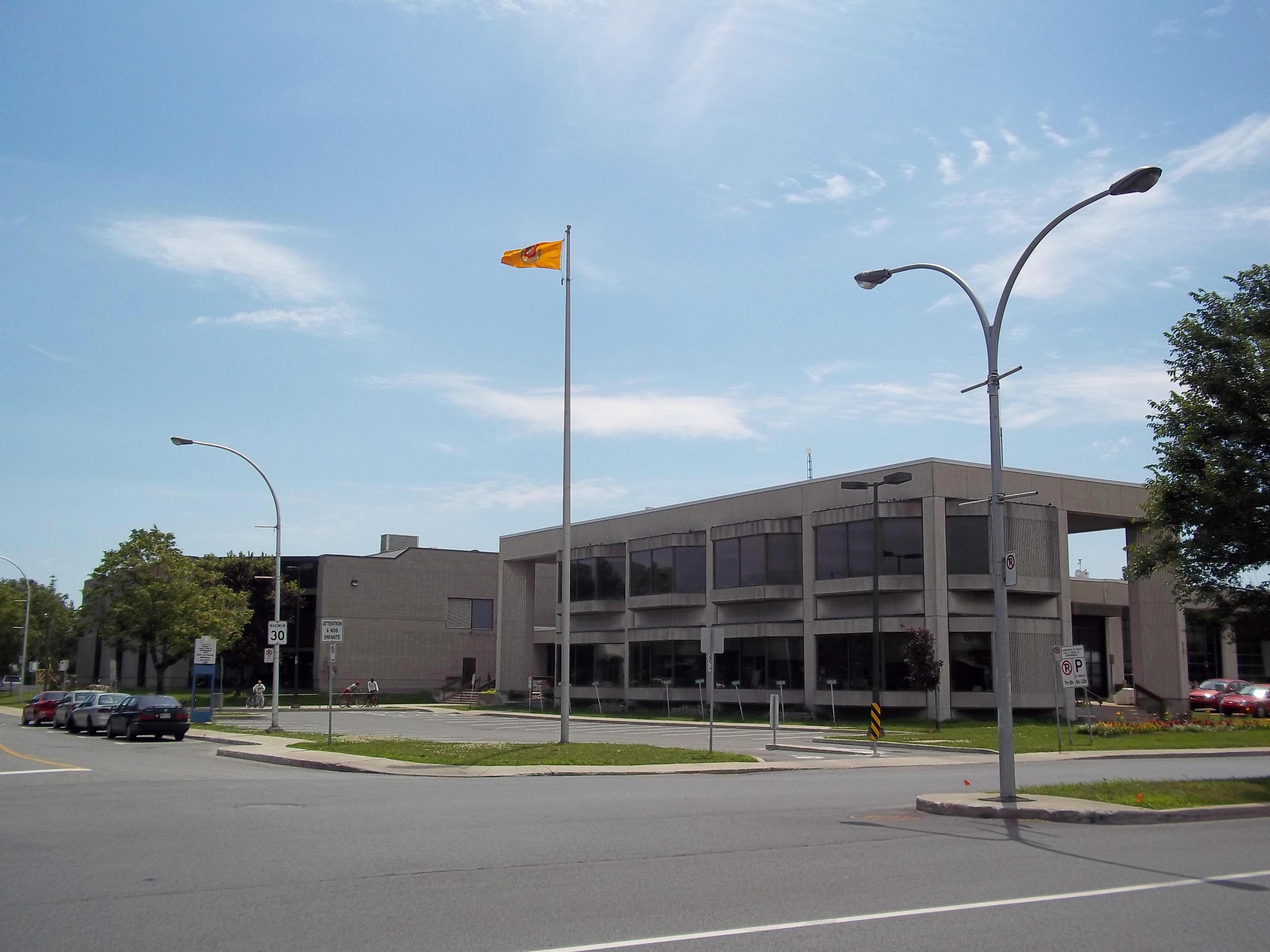
La bibliothèque Jean-Corbeil.

L'ex-député, Jean Corbeil, succombe à un cancer le 25 juin 2002 à l'âge de 68 ans à l'hôpital Santa Cabrini de Montréal. Le 22 mai 2015, lors de ses Assises annuelles, l'Union des municipalités du Québec (UMQ) lui rend hommage à titre posthume en le désignant Membre honoraire à vie. L'UMQ tenait à souligner sa contribution exceptionnelle à l’avancement des dossiers d’ordre politique du monde municipal et à perpétuer la mémoire d'un promoteur infatigable, d'un défenseur acharné et d'un leader respecté au sein des instances où il a siégé.
Une bibliothèque d'Anjou située derrière la mairie d'arrondissement est nommée en son honneur en 2003. 